# أندرياس مينغر
أندرياس مينغر (بالألمانية: Andreas Menger)‏ (11 سبتمبر 1972 ببرلين الغربية - ) هو لاعب كرة قدم ألماني في مركز حراسة المرمى. لعب مع آينتراخت فرانكفورت وغرويتر فورت ونادي دويسبورغ ونادي كولن و.

## وصلات خارجية
- أندرياس مينغر على موقع قاعدة بيانات كرة القدم.إي يو (الإنجليزية)
- أندرياس مينغر على موقع عالم كرة القدم.نت (الإنجليزية)